# 巴黎 (新罕布什爾州)
巴黎（英語：Paris）是美國新罕布什爾州庫斯縣一個非建制地區，位於該縣的杜姆默爾鎮（Dummer）以及斯塔爾克鎮（Stark）。當地鄰近110號新罕布什爾州州道（New Hampshire Route 110），並位於上阿孟奴蘇克河（Upper Ammonoosuc River）和米蘭鎮（Milan）以北。巴黎的大部分地區位於杜姆默爾鎮西部之內，小部分位於斯塔爾克鎮派克池塘（Pike Pond）周邊，而位於斯塔爾克鎮的一小地區有時又被稱作「水晶」（Crystal）。